# Trn u Božjem oku
Trn u božjem oku (eng. Mote In God's Eye) znanstvenofantastična je knjiga čiji su autori Larry Niven i Jerry Pournelle. Knjiga je nastala 1975. godine. Radnja iz knjige se događaja 3017. i 3018. godine nove ere u doba obnove ljudskog Carstva.

## Uvod
Osnovni dio svemira CoDominiona u koji spada ova knjiga je otkriće nadsvjetlosnog pogona imena Andersonov motor. Njime ljudi se počinju širiti naseljavajući planete u Zemljinoj blizini. Koju godinu prije otkrića pogona SAD i SSSR (knjiga je napisana 1975.) stvaraju novu državu imena CoDominion preko koje kontroliraju cijelu našu planetu. Tijekom sljedećih tisuću godina ljudi će naseljavati bliske planete, proglasiti Carstvo koje će se potom raspasti i obnoviti, a da nikada nije nađen niti jedan primjer inteligentnog vanzemaljskog života.

## Knjiga
Knjiga počinje nakon gušenja bune na planetu Novi Chicago kada mladi ali izuzetno bogati Rod Blaine dobiva zapovjedništvo ratnog broda MacArthur. Pri povratku u bazu on dobiva obavijest o nalasku vanzemaljskog broda koji ulazi u zvjezdani sustav. Nakon presretanja broda i analize, svemirsko zapovjedništvo izdaje naređenje da taj i još jedan ratni brod otiđu izvršiti istraživanje sistema iz kojega je došao vanzemaljski posjetitelj. Tamo će oni zateći civilizaciju neusporedivo razvijeniju od ljudske koja nikada iz objektivnih razloga nije uspjela razviti nadsvjetlosni pogon. Shvativši grešku koju su učinili svojim trenutačnim dolaskom (Andersonovim pogonom), jedina želja zapovjedništva ovog istraživanja postaje da se vrate kući i da svemirci zaborave njihov posjet (što je nemoguće) kao i postojanje nadsvjetlosnog leta.

## Popularnost
Tijekom prvih 15 godina nakon izdavanja ova knjiga je u prosjeku svaku godinu bila ponovno tiskana. Ta činjenica bolje od ičega drugog govori o njenoj popularnosti. 18 godina nakon izdavanja ona je dobila svoga nasljednika originalnog imena The Gripping Hand koja je ipak niže kvalitete kao i većina nastavaka drugih knjiga ili filmova. Bez obzira te činjenice potencijalni čitatelj mora uzeti u obzir da ovo nije akcijska ili psihička fantastika nego avanturistička s originalnim opisom civilizacije koja je prisiljena živjeti u istom zvjezdanom sustavu 100 000 godina. U znanstvenoj fantastici čuveni Robert A. Heinlein je rekao za ovu knjigu: "Vjerojatno najljepša znanstveno fantastična novela koju sam ikada čitao.".